# Seznam občin departmaja Deux-Sèvres
Seznam občin departmaja Deux-Sèvres zajema 307 občin.

(CAN) Communauté d'agglomération de Niort, ustanovljena leta 2000.

| INSEE | Poštna številka | Občina                               |
| ----- | --------------- | ------------------------------------ |
| 79001 | 79240           | L'Absie                              |
| 79002 | 79200           | Adilly                               |
| 79003 | 79230           | Aiffres (CAN)                        |
| 79004 | 79370           | Aigonnay                             |
| 79005 | 79600           | Airvault                             |
| 79006 | 79190           | Les Alleuds                          |
| 79007 | 79130           | Allonne                              |
| 79008 | 79350           | Amailloux                            |
| 79009 | 79210           | Amuré (CAN)                          |
| 79010 | 79210           | Arçais (CAN)                         |
| 79011 | 79110           | Ardilleux                            |
| 79012 | 79160           | Ardin                                |
| 79013 | 79150           | Argenton-Château                     |
| 79014 | 79290           | Argenton-l'Église                    |
| 79015 | 79170           | Asnières-en-Poitou                   |
| 79016 | 79600           | Assais-les-Jumeaux                   |
| 79018 | 79110           | Aubigné                              |
| 79019 | 79390           | Aubigny                              |
| 79020 | 79400           | Augé                                 |
| 79022 | 79600           | Availles-Thouarsais                  |
| 79023 | 79800           | Avon                                 |
| 79024 | 79400           | Azay-le-Brûlé                        |
| 79025 | 79130           | Azay-sur-Thouet                      |
| 79027 | 79110           | La Bataille                          |
| 79029 | 79420           | Beaulieu-sous-Parthenay              |
| 79030 | 79370           | Beaussais                            |
| 79031 | 79360           | Beauvoir-sur-Niort                   |
| 79032 | 79160           | Béceleuf                             |
| 79033 | 79360           | Belleville                           |
| 79034 | 79000           | Bessines (CAN)                       |
| 79035 | 79130           | Le Beugnon                           |
| 79037 | 79150           | Boësse                               |
| 79038 | 79300           | Boismé                               |
| 79039 | 79360           | Boisserolles                         |
| 79040 | 79310           | La Boissière-en-Gâtine               |
| 79042 | 79800           | Bougon                               |
| 79043 | 79290           | Bouillé-Loretz                       |
| 79044 | 79290           | Bouillé-Saint-Paul                   |
| 79045 | 79110           | Bouin                                |
| 79046 | 79210           | Le Bourdet (CAN)                     |
| 79047 | 79600           | Boussais                             |
| 79049 | 79300           | Bressuire                            |
| 79050 | 79140           | Bretignolles                         |
| 79051 | 79320           | Le Breuil-Bernard                    |
| 79053 | 79150           | Le Breuil-sous-Argenton              |
| 79054 | 79100           | Brie                                 |
| 79055 | 79170           | Brieuil-sur-Chizé                    |
| 79056 | 79290           | Brion-près-Thouet                    |
| 79057 | 79170           | Brioux-sur-Boutonne                  |
| 79058 | 79230           | Brûlain                              |
| 79059 | 79240           | Le Busseau                           |
| 79060 | 79190           | Caunay                               |
| 79061 | 79370           | Celles-sur-Belle                     |
| 79062 | 79140           | Cerizay                              |
| 79063 | 79290           | Cersay                               |
| 79064 | 79500           | Chail                                |
| 79066 | 79220           | Champdeniers-Saint-Denis             |
| 79068 | 79340           | Chantecorps                          |
| 79069 | 79320           | Chanteloup                           |
| 79070 | 79220           | La Chapelle-Bâton                    |
| 79071 | 79200           | La Chapelle-Bertrand                 |
| 79072 | 79300           | La Chapelle-Gaudin                   |
| 79074 | 79190           | La Chapelle-Pouilloux                |
| 79075 | 79240           | La Chapelle-Saint-Étienne            |
| 79076 | 79430           | La Chapelle-Saint-Laurent            |
| 79077 | 79160           | La Chapelle-Thireuil                 |
| 79080 | 79200           | Châtillon-sur-Thouet                 |
| 79081 | 79180           | Chauray (CAN)                        |
| 79083 | 79110           | Chef-Boutonne                        |
| 79084 | 79120           | Chenay                               |
| 79085 | 79170           | Chérigné                             |
| 79086 | 79410           | Cherveux                             |
| 79087 | 79120           | Chey                                 |
| 79088 | 79350           | Chiché                               |
| 79089 | 79600           | Le Chillou                           |
| 79090 | 79170           | Chizé                                |
| 79091 | 79140           | Cirières                             |
| 79092 | 79420           | Clavé                                |
| 79094 | 79350           | Clessé                               |
| 79095 | 79190           | Clussais-la-Pommeraie                |
| 79096 | 79140           | Combrand                             |
| 79098 | 79800           | La Couarde                           |
| 79099 | 79150           | La Coudre                            |
| 79100 | 79510           | Coulon (CAN)                         |
| 79101 | 79160           | Coulonges-sur-l'Autize               |
| 79102 | 79330           | Coulonges-Thouarsais                 |
| 79103 | 79440           | Courlay                              |
| 79104 | 79220           | Cours                                |
| 79105 | 79340           | Coutières                            |
| 79106 | 79110           | Couture-d'Argenson                   |
| 79048 | 79260           | La Crèche                            |
| 79107 | 79110           | Crézières                            |
| 79108 | 79390           | Doux                                 |
| 79109 | 79410           | Échiré (CAN)                         |
| 79111 | 79170           | Ensigné                              |
| 79112 | 79270           | Épannes (CAN)                        |
| 79113 | 79150           | Étusson                              |
| 79114 | 79400           | Exireuil                             |
| 79115 | 79800           | Exoudun                              |
| 79116 | 79350           | Faye-l'Abbesse                       |
| 79117 | 79160           | Faye-sur-Ardin                       |
| 79118 | 79450           | Fénery                               |
| 79119 | 79160           | Fenioux                              |
| 79120 | 79390           | La Ferrière-en-Parthenay             |
| 79121 | 79340           | Fomperron                            |
| 79122 | 79110           | Fontenille-Saint-Martin-d'Entraigues |
| 79123 | 79380           | La Forêt-sur-Sèvre                   |
| 79124 | 79340           | Les Forges                           |
| 79125 | 79230           | Fors                                 |
| 79126 | 79360           | Les Fosses                           |
| 79127 | 79360           | La Foye-Monjault                     |
| 79128 | 79260           | François                             |
| 79129 | 79370           | Fressines                            |
| 79130 | 79270           | Frontenay-Rohan-Rohan (CAN)          |
| 79131 | 79330           | Geay                                 |
| 79132 | 79150           | Genneton                             |
| 79133 | 79220           | Germond-Rouvre                       |
| 79134 | 79330           | Glénay                               |
| 79135 | 79200           | Gourgé                               |
| 79136 | 79110           | Gournay-Loizé                        |
| 79137 | 79360           | Granzay-Gript                        |
| 79139 | 79220           | Les Groseillers                      |
| 79140 | 79110           | Hanc                                 |
| 79141 | 79600           | Irais                                |
| 79142 | 79170           | Juillé                               |
| 79144 | 79230           | Juscorps                             |
| 79145 | 79200           | Lageon                               |
| 79147 | 79240           | Largeasse                            |
| 79148 | 79120           | Lezay                                |
| 79149 | 79390           | Lhoumois                             |
| 79150 | 79190           | Limalonges                           |
| 79152 | 79190           | Lorigné                              |
| 79153 | 79110           | Loubigné                             |
| 79154 | 79110           | Loubillé                             |
| 79156 | 79600           | Louin                                |
| 79157 | 79100           | Louzy                                |
| 79158 | 79170           | Luché-sur-Brioux                     |
| 79159 | 79330           | Luché-Thouarsais                     |
| 79160 | 79170           | Lusseray                             |
| 79161 | 79100           | Luzay                                |
| 79162 | 79460           | Magné (CAN)                          |
| 79163 | 79190           | Mairé-Levescault                     |
| 79164 | 79500           | Maisonnay                            |
| 79165 | 79600           | Maisontiers                          |
| 79166 | 79360           | Marigny                              |
| 79167 | 79600           | Marnes                               |
| 79168 | 79150           | Massais                              |
| 79079 | 79700           | Mauléon                              |
| 79170 | 79210           | Mauzé-sur-le-Mignon (CAN)            |
| 79171 | 79100           | Mauzé-Thouarsais                     |
| 79172 | 79310           | Mazières-en-Gâtine                   |
| 79173 | 79500           | Mazières-sur-Béronne                 |
| 79174 | 79500           | Melle                                |
| 79175 | 79190           | Melleran                             |

| INSEE | Poštna številka | Občina                         |
| ----- | --------------- | ------------------------------ |
| 79176 | 79340           | Ménigoute                      |
| 79177 | 79120           | Messé                          |
| 79178 | 79100           | Missé                          |
| 79179 | 79320           | Moncoutant                     |
| 79180 | 79190           | Montalembert                   |
| 79183 | 79140           | Montravers                     |
| 79184 | 79800           | La Mothe-Saint-Héray           |
| 79185 | 79370           | Mougon                         |
| 79187 | 79150           | Moutiers-sous-Argenton         |
| 79188 | 79320           | Moutiers-sous-Chantemerle      |
| 79189 | 79400           | Nanteuil                       |
| 79190 | 79130           | Neuvy-Bouin                    |
| 79191 | 79000           | Niort (CAN)                    |
| 79195 | 79250           | Nueil-les-Aubiers              |
| 79196 | 79100           | Oiron                          |
| 79197 | 79390           | Oroux                          |
| 79198 | 79170           | Paizay-le-Chapt                |
| 79199 | 79500           | Paizay-le-Tort                 |
| 79200 | 79220           | Pamplie                        |
| 79201 | 79800           | Pamproux                       |
| 79202 | 79200           | Parthenay                      |
| 79203 | 79100           | Pas-de-Jeu                     |
| 79204 | 79170           | Périgné                        |
| 79205 | 79190           | Pers                           |
| 79207 | 79700           | La Petite-Boissière            |
| 79208 | 79200           | La Peyratte                    |
| 79209 | 79330           | Pierrefitte                    |
| 79210 | 79140           | Le Pin                         |
| 79211 | 79110           | Pioussay                       |
| 79212 | 79190           | Pliboux                        |
| 79213 | 79200           | Pompaire                       |
| 79214 | 79500           | Pouffonds                      |
| 79215 | 79130           | Pougne-Hérisson                |
| 79216 | 79230           | Prahecq                        |
| 79217 | 79370           | Prailles                       |
| 79218 | 79390           | Pressigny                      |
| 79219 | 79210           | Priaires (CAN)                 |
| 79220 | 79210           | Prin-Deyrançon (CAN)           |
| 79078 | 79360           | Prissé-la-Charrière            |
| 79222 | 79320           | Pugny                          |
| 79223 | 79160           | Puihardy                       |
| 79225 | 79420           | Reffannes                      |
| 79226 | 79130           | Le Retail                      |
| 79229 | 79270           | La Rochénard (CAN)             |
| 79230 | 79120           | Rom                            |
| 79231 | 79260           | Romans                         |
| 79235 | 79700           | Saint-Amand-sur-Sèvre          |
| 79236 | 79380           | Saint-André-sur-Sèvre          |
| 79238 | 79300           | Saint-Aubin-du-Plain           |
| 79239 | 79450           | Saint-Aubin-le-Cloud           |
| 79241 | 79220           | Saint-Christophe-sur-Roc       |
| 79242 | 79150           | Saint-Clémentin                |
| 79243 | 79120           | Saint-Coutant                  |
| 79244 | 79100           | Saint-Cyr-la-Lande             |
| 79240 | 79370           | Sainte-Blandine                |
| 79246 | 79800           | Sainte-Eanne                   |
| 79250 | 79330           | Sainte-Gemme                   |
| 79283 | 79260           | Sainte-Néomaye                 |
| 79284 | 79220           | Sainte-Ouenne                  |
| 79292 | 79100           | Sainte-Radegonde               |
| 79297 | 79120           | Sainte-Soline                  |
| 79247 | 79360           | Saint-Étienne-la-Cigogne       |
| 79300 | 79100           | Sainte-Verge                   |
| 79249 | 79410           | Saint-Gelais (CAN)             |
| 79251 | 79500           | Saint-Génard                   |
| 79252 | 79600           | Saint-Généroux                 |
| 79253 | 79400           | Saint-Georges-de-Noisné        |
| 79254 | 79210           | Saint-Georges-de-Rex (CAN)     |
| 79255 | 79200           | Saint-Germain-de-Longue-Chaume |
| 79256 | 79340           | Saint-Germier                  |
| 79257 | 79210           | Saint-Hilaire-la-Palud (CAN)   |
| 79258 | 79100           | Saint-Jacques-de-Thouars       |
| 79259 | 79100           | Saint-Jean-de-Thouars          |
| 79260 | 79600           | Saint-Jouin-de-Marnes          |
| 79261 | 79380           | Saint-Jouin-de-Milly           |
| 79263 | 79160           | Saint-Laurs                    |
| 79264 | 79500           | Saint-Léger-de-la-Martinière   |
| 79265 | 79100           | Saint-Léger-de-Montbrun        |
| 79267 | 79420           | Saint-Lin                      |
| 79268 | 79600           | Saint-Loup-Lamairé             |
| 79269 | 79160           | Saint-Maixent-de-Beugné        |
| 79270 | 79400           | Saint-Maixent-l'École          |
| 79271 | 79310           | Saint-Marc-la-Lande            |
| 79273 | 79230           | Saint-Martin-de-Bernegoue      |
| 79274 | 79100           | Saint-Martin-de-Mâcon          |
| 79276 | 79400           | Saint-Martin-de-Saint-Maixent  |
| 79277 | 79290           | Saint-Martin-de-Sanzay         |
| 79278 | 79420           | Saint-Martin-du-Fouilloux      |
| 79279 | 79500           | Saint-Martin-lès-Melle         |
| 79280 | 79150           | Saint-Maurice-la-Fougereuse    |
| 79281 | 79410           | Saint-Maxire (CAN)             |
| 79282 | 79370           | Saint-Médard                   |
| 79285 | 79310           | Saint-Pardoux                  |
| 79286 | 79240           | Saint-Paul-en-Gâtine           |
| 79289 | 79700           | Saint-Pierre-des-Échaubrognes  |
| 79290 | 79160           | Saint-Pompain                  |
| 79293 | 79410           | Saint-Rémy (CAN)               |
| 79294 | 79230           | Saint-Romans-des-Champs        |
| 79295 | 79500           | Saint-Romans-lès-Melle         |
| 79298 | 79270           | Saint-Symphorien               |
| 79299 | 79330           | Saint-Varent                   |
| 79301 | 79500           | Saint-Vincent-la-Châtre        |
| 79302 | 79400           | Saivres                        |
| 79303 | 79800           | Salles                         |
| 79304 | 79270           | Sansais (CAN)                  |
| 79305 | 79150           | Sanzay                         |
| 79306 | 79200           | Saurais                        |
| 79307 | 79190           | Sauzé-Vaussais                 |
| 79308 | 79000           | Sciecq (CAN)                   |
| 79309 | 79240           | Scillé                         |
| 79310 | 79170           | Secondigné-sur-Belle           |
| 79311 | 79130           | Secondigny                     |
| 79312 | 79170           | Séligné                        |
| 79313 | 79120           | Sepvret                        |
| 79314 | 79110           | Sompt                          |
| 79316 | 79800           | Soudan                         |
| 79318 | 79310           | Soutiers                       |
| 79319 | 79800           | Souvigné                       |
| 79320 | 79220           | Surin                          |
| 79321 | 79100           | Taizé                          |
| 79322 | 79200           | Le Tallud                      |
| 79325 | 79600           | Tessonnière                    |
| 79326 | 79390           | Thénezay                       |
| 79327 | 79370           | Thorigné                       |
| 79328 | 79360           | Thorigny-sur-le-Mignon (CAN)   |
| 79329 | 79100           | Thouars                        |
| 79330 | 79110           | Tillou                         |
| 79331 | 79100           | Tourtenay                      |
| 79332 | 79240           | Trayes                         |
| 79333 | 79150           | Ulcot                          |
| 79334 | 79210           | Usseau (CAN)                   |
| 79335 | 79270           | Vallans (CAN)                  |
| 79336 | 79120           | Vançais                        |
| 79337 | 79270           | Le Vanneau-Irleau (CAN)        |
| 79338 | 79120           | Vanzay                         |
| 79339 | 79340           | Vasles                         |
| 79340 | 79420           | Vausseroux                     |
| 79341 | 79420           | Vautebis                       |
| 79342 | 79240           | Vernoux-en-Gâtine              |
| 79343 | 79170           | Vernoux-sur-Boutonne           |
| 79345 | 79310           | Verruyes                       |
| 79346 | 79170           | Le Vert                        |
| 79347 | 79200           | Viennay                        |
| 79348 | 79170           | Villefollet                    |
| 79349 | 79110           | Villemain                      |
| 79350 | 79360           | Villiers-en-Bois               |
| 79351 | 79160           | Villiers-en-Plaine (CAN)       |
| 79352 | 79170           | Villiers-sur-Chizé             |
| 79353 | 79370           | Vitré                          |
| 79354 | 79310           | Vouhé                          |
| 79355 | 79230           | Vouillé (CAN)                  |
| 79356 | 79150           | Voultegon                      |
| 79357 | 79220           | Xaintray                       |